# Luis Falcó
Luis Alberto Falcó (General Roca, 26 de septiembre de 1949-Viedma, 28 de julio de 2007) fue un médico y político argentino que perteneció a la Unión Cívica Radical. Tuvo un cargo en el senado desde diciembre de 2001 hasta su muerte.
Falcó nació y creció en General Roca, provincia de Río Negro. Luego se graduó en medicina en la Universidad Católica de Córdoba en 1972. Se especializó en traumatología y ortopedia, cuya residencia realizó en el Hospital Juan A. Fernández de Buenos Aires entre 1973 y 1977.
Con el regreso de la democracia en Argentina en 1983, su actividad laboral pasó a ser la política. Entre ese año y 1985 se desempeñó como Secretario de Gobierno de la Municipalidad de General Roca. Luego se convirtió en concejal del municipio. Su trabajo fue creciendo hasta que en el período 2000-2002 se convirtió en el presidente de la UCR en la provincia.
A lo largo de su carrera política fue autor de una veintena de leyes, entre ella la número 26.093. Esta fue una de las últimas actividades que realizó durante su estadía en el Senado, al cual llegó en diciembre de 2001.
El senador radical murió en julio de 2007 luego de una larga enfermedad. En el senado fue reemplazado por Jacobo Abrameto hasta completar el período para el cual Falcó había sido elegido.